# Rhododendron polylepis
Rhododendron polylepis är en ljungväxtart som beskrevs av Adrien René Franchet. Rhododendron polylepis ingår i släktet rododendron, och familjen ljungväxter. Inga underarter finns listade i Catalogue of Life.